# 라데온 300 시리즈
라데온 300 시리즈는 AMD가 개발한 그래픽 처리 장치 시리즈이다. 이 시리즈의 모든 GPU는 28나노 공정으로 생산되며 그래픽스 코어 넥스트(GCN) 마이크로아키텍처를 사용한다.
이 시리즈에는 AMD의 GCN 3 또는 "볼캐닉 아일랜즈" 아키텍처를 기반으로 하는 피지 및 통가 GPU 다이가 포함되어 있는데, 이 아키텍처는 통가 기반(축소되었지만) R9 285에서 약간 더 일찍 도입되었다. 이 시리즈의 일부 카드에는 피지 기반 플래그십 AMD 라데온 R9 퓨리 X, 축소된 라데온 R9 퓨리, 소형 폼 팩터 라데온 R9 나노가 포함되어 있으며, 이들은 AMD가 SK하이닉스와 협력하여 공동 개발한 고대역 메모리(HBM) 기술을 최초로 적용한 GPU이다. HBM은 GDDR5 메모리보다 빠르고 전력 효율적이지만 더 비싸다. 그러나 통가 기반 R9 380 및 R9 380X를 제외한 나머지 GPU는 전 세대 GPU를 기반으로 전력 관리만 개선된 제품이므로 GDDR5 메모리만 탑재하고 있다(통가도 마찬가지). R9 390X를 포함한 라데온 300 시리즈 카드는 2015년 6월 18일에 출시되었다. 플래그십 장치인 라데온 R9 퓨리 X는 2015년 6월 24일에 출시되었으며, 듀얼 GPU 변형인 라데온 프로 듀오는 2016년 4월 26일에 출시되었다.

## 마이크로아키텍처 및 명령어 집합
R9 380/X는 R9 퓨리 및 나노 시리즈와 함께 AMD의 GCN 명령어 집합 및 마이크로아키텍처의 세 번째 반복을 사용한 최초의 카드(이전 R9 285 이후)였다. 시리즈의 다른 카드들은 GCN의 1세대 및 2세대 반복을 특징으로 한다. 아래 표는 각 칩이 어떤 GCN 세대에 속하는지 자세히 설명한다.

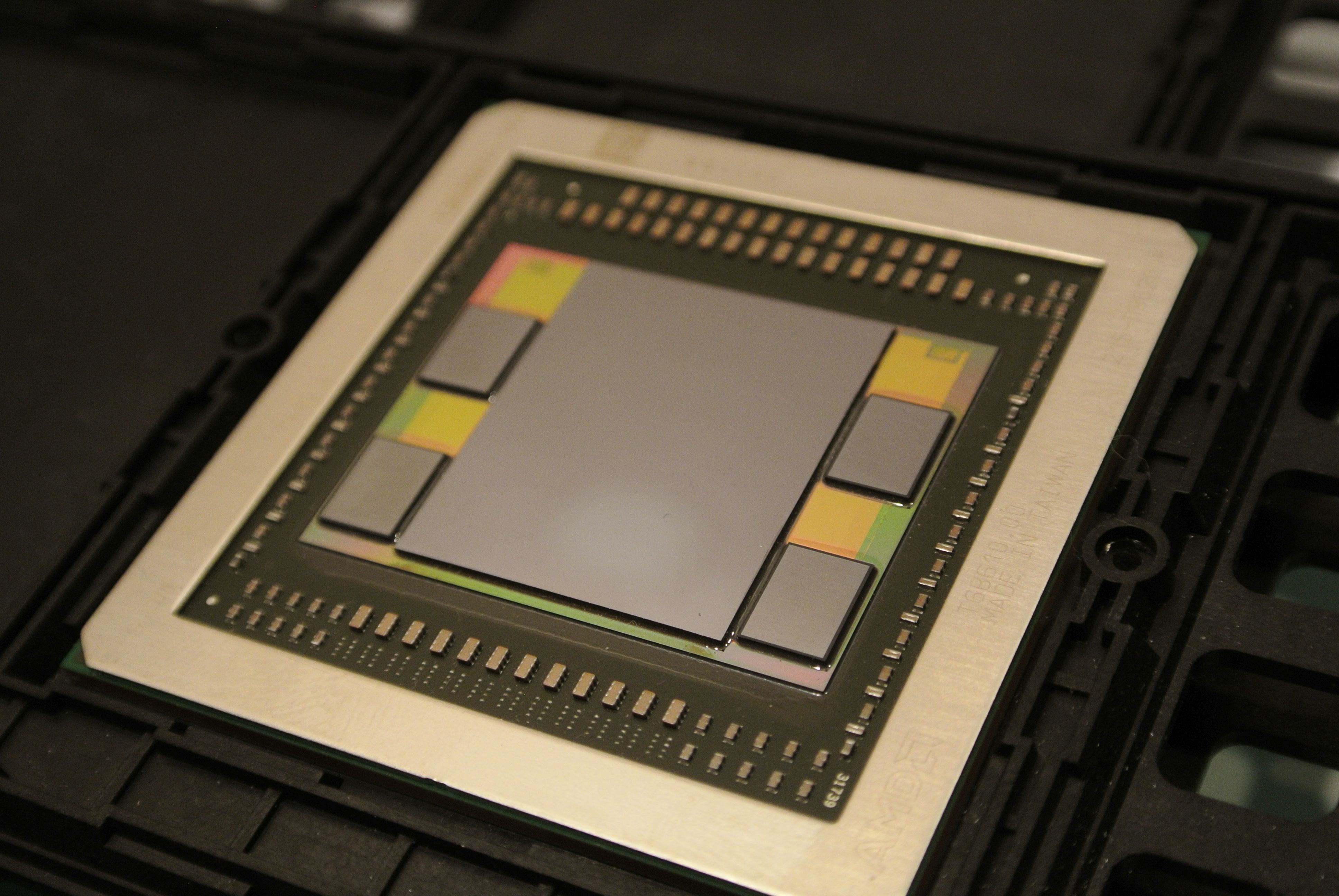
HBM을 탑재한 AMD 피지

## 보조 ASIC
칩에 존재하는 모든 보조 ASIC는 핵심 아키텍처와 독립적으로 개발되고 있으며 자체적인 버전 명명 체계를 가지고 있다.

### 다중 모니터 지원
AMD 아이피니티 브랜드의 온-다이 디스플레이 컨트롤러는 2009년 9월 라데온 HD 5000 시리즈에서 도입되었으며 이후 모든 제품에 적용되었다.

### AMD 트루오디오
AMD 트루오디오는 AMD 라데온 Rx 200 시리즈와 함께 도입되었지만 GCN 2세대 이후 제품의 다이에서만 찾을 수 있다.

### 비디오 가속
비디오 가속을 위한 AMD의 반도체 IP 코어인 통합 비디오 디코더 및 비디오 코딩 엔진은 모든 GPU에 탑재되어 있으며 AMD 카탈리스트 및 오픈 소스 라데온 그래픽 드라이버에서 지원된다.

### 프레임 제한 장치
새로운 기능은 불필요한 프레임을 렌더링하지 않아 전력 소비를 줄일 수 있도록 한다. 사용자가 구성할 수 있다.

### 리퀴드VR 지원
리퀴드VR은 가상 현실의 부드러움을 향상시키는 기술이다. 목표는 하드웨어가 사용자의 머리 움직임을 따라잡아 멀미를 없애도록 하드웨어 간의 지연 시간을 줄이는 것이다. 특히 듀얼 GPU 설정에 중점을 두어 각 GPU가 디스플레이의 한쪽 눈을 개별적으로 렌더링한다.

### 가상 초고해상도 지원
이 기능은 이전 세대 R9 285 및 R9 290 시리즈 그래픽 카드와 함께 처음 도입되었으며, 사용자가 기본 해상도보다 높은 해상도로 프레임을 렌더링하여 더 높은 이미지 품질로 게임을 실행할 수 있도록 한다. 그런 다음 각 프레임은 기본 해상도로 다운샘플링된다. 이 프로세스는 모든 게임에서 지원되지 않는 슈퍼샘플링의 대안이다. 가상 초고해상도는 경쟁 엔비디아 그래픽 카드에서 사용할 수 있는 기능인 다이내믹 슈퍼 레졸루션(Dynamic Super Resolution)과 유사하지만, 유연성을 성능 향상과 맞바꾼다.

### OpenCL (API)
OpenCL은 많은 과학 소프트웨어 패키지를 CPU 대비 10배 또는 100배 이상 가속화한다. Open CL 1.0에서 1.2까지는 Terascale 및 GCN 아키텍처를 가진 모든 칩에서 지원된다. OpenCL 2.0은 GCN 2세대 이상에서 지원된다. OpenCL 2.1 및 2.2의 경우 OpenCL 2.0 준수 카드에는 드라이버 업데이트만 필요하다.

### 벌컨 (API)
API 벌컨 1.0은 모든 GCN 아키텍처 카드에서 지원된다. 벌컨 1.2는 아드레날린 20.1 및 리눅스 메사 20.0 드라이버 이상과 함께 GCN 2세대 이상이 필요하다.

## 그래픽 장치 드라이버

### 독점 그래픽 장치 드라이버 카탈리스트
AMD 카탈리스트는 마이크로소프트 윈도우 및 리눅스용으로 개발되었다. 2014년 7월 현재 다른 운영 체제는 공식적으로 지원되지 않는다. 이는 동일한 하드웨어를 기반으로 하지만 OpenGL 인증 그래픽 장치 드라이버를 특징으로 하는 AMD 파이어프로 브랜드의 경우 다를 수 있다.
AMD 카탈리스트는 라데온 브랜드에 광고된 모든 기능을 지원한다.

### 자유 및 오픈 소스 그래픽 장치 드라이버radeon
자유 및 오픈 소스 드라이버는 주로 리눅스에서 개발되었고 이를 위해 개발되었지만 다른 운영 체제에도 이식되었다. 각 드라이버는 다섯 부분으로 구성된다:
1. 리눅스 커널 구성 요소 DRM
2. 리눅스 커널 구성 요소 KMS 드라이버: 기본적으로 디스플레이 컨트롤러의 장치 드라이버
3. 사용자 공간 구성 요소 libDRM
4. 메사 (컴퓨터 그래픽스)의 사용자 공간 구성 요소
5. X.Org 서버용 특수 및 별개의 2D 그래픽 장치 드라이버. 이는 최종적으로 글래머로 대체될 예정이다.

자유 및 오픈 소스 radeon 커널 드라이버는 라데온 GPU 라인에 구현된 대부분의 기능을 지원한다.
radeon 커널 드라이버는 역공학된 것이 아니라 AMD가 공개한 문서를 기반으로 한다. 이 드라이버는 DRM 기능을 작동하는 데 독점 마이크로코드가 여전히 필요하며 일부 GPU는 사용 불가능할 경우 X 서버를 시작하지 못할 수 있다.

### 자유 및 오픈 소스 그래픽 장치 드라이버amdgpu
이 새로운 커널 드라이버는 AMD에 의해 직접 지원 및 개발된다. 다양한 리눅스 배포판에서 사용할 수 있으며 일부 다른 운영 체제에도 이식되었다. GCN GPU만 지원된다.

### 독점 그래픽 장치 드라이버 AMDGPU-PRO
AMD의 이 새로운 드라이버는 2018년에도 개발 중이었지만, 이미 몇 가지 지원되는 리눅스 배포판(AMD는 우분투, RHEL/CentOS를 공식적으로 지원)에서 사용할 수 있었다. 이 드라이버는 실험적으로 아치리눅스 및 다른 배포판에 이식되었다. AMDGPU-PRO는 이전 AMD 카탈리스트 드라이버를 대체할 예정이며 자유 및 오픈 소스 amdgpu 커널 드라이버를 기반으로 한다. GCN 이전 GPU는 지원되지 않는다.

## 같이 보기
- 그래픽스 코어 넥스트
- AMD 파이어프로
- AMD 파이어MV
- AMD 파이어스트림
- AMD 그래픽 처리 장치 목록